# Södertäljekonferensen
Södertäljekonferensen var namnet på ett kristet flerdagarsmöte som varje år med början 1898 anordnades i Södertälje. Initiativtagare var prins Oscar Bernadotte, som var konferensen ledare under femtio år fram till 1949, och KFUM-ledaren Karl Fries. Mötesverksamheten var inspirerad av de så kallade Keswickkonferenserna i Storbritannien med liknande program. Södertäljekonferensen var präglad av den kristna allianstanken och samlade talare och deltagare från såväl Svenska kyrkan, svensk frikyrklighet som också från utlandet..

### Fotnoter
1. ↑  ”"Läsarprinsen" Oscar gick sin egen väg”. Dagen. 23 januari 2015. http://www.dagen.se/livsstil/l%C3%A4sarprinsen-oscar-gick-sin-egen-v%C3%A4g-1.312406. Läst 16 februari 2015.